# 中华人民共和国最高人民法院公报
《中华人民共和国最高人民法院公报》是中华人民共和国最高人民法院的官方公报，由最高人民法院办公厅主办。

## 简介
1985年，经最高人民法院院长郑天翔提议，并报经彭真同意，最高人民法院创办《中华人民共和国最高人民法院公报》。这是最高人民法院首次实现司法信息发布规范化、常态化。1998年，《中华人民共和国最高人民法院公报》由季刊改为双月刊，2004年改为月刊。
《中华人民共和国最高人民法院公报》与《中华人民共和国全国人民代表大会常务委员会公报》、《中华人民共和国国务院公报》、《中华人民共和国最高人民检察院公报》并列为中华人民共和国四大权威发布。《中华人民共和国国徽法》第7条专门规定，上述四大权威发布的封面应印有中华人民共和国国徽图案。
《中华人民共和国最高人民法院公报》是转载重要法律、法规，刊载最高人民法院重要文件、司法解释、裁判文书、司法统计公报、任免事项、典型案例等重要司法信息的权威平台。最高人民法院曾多次发出通知，明确最高人民法院发出的文件，凡与《中华人民共和国最高人民法院公报》公布内容不一致的，均以《中华人民共和国最高人民法院公报》为准。《中华人民共和国最高人民法院公报》发布的典型案例一直是最高人民法院对下进行审判指导的重要方式。
《中华人民共和国最高人民法院公报》的栏目设置是：文献、法律选登、司法解释、司法统计、司法文件、任免事项、裁判文书选登及案例。
自2011年1月1日起，原由人民法院出版社负责发行的《中华人民共和国最高人民法院公报》改由《人民司法》杂志社负责发行。